# Eusebio Gregorio Ruzo
Eusebio Gregorio Ruzo Acuña (Catamarca, Virreinato del Río de la Plata, 1795 - Catamarca, Argentina, 22 de diciembre de 1827) fue un político argentino, actor fundamental en la declaración de la autonomía de la Provincia de Catamarca en 1821 y segundo gobernador de la misma, cargo para el que fue elegido tres veces. Durante su gobierno se dictó la primera Constitución de la Provincia de Catamarca.

## Biografía
Era hijo de Gregorio Ruzo y de Clara de Acuña —del linaje de los Vera y Aragón— y nieto de Francisco de Acuña.
Eusebio Gregorio Ruzo estudió sus primeras letras en el Colegio de San Francisco y prosiguió sus estudios en el Real Seminario de Nuestra Señora de Loreto de la ciudad de Córdoba, por medio de una beca. En el Seminario enfrentó al Rector Bernardo Alzugaray, ante quien se manifestó contrario al gobierno revolucionario, motivo por el cual fue "castigado a azotes" junto a Casimiro Olañeta y Juan Cruz Varela, episodio que originó una sublevación de los estudiantes. Terminó sus estudios en la Universidad de Córdoba.
Ruzo fue el máximo representante del partido federal vallista, gobernador de la Provincia en tres ocasiones, diputado por La Rioja al Congreso Nacional en 1826, amigo personal de Braulio Costa, Facundo Quiroga y Lucio Norberto Mansilla. Intercambió igualmente numerosa correspondencia con el General José María Paz, a quien conoció durante sus épocas de estudiante en la ciudad de Córdoba. Así por ejemplo en el Archivo de Paz (AGN), obran cartas enviadas por Ruzo (1-I-1821; 3-XII-1821; 27-XII-1822; 28-1823, 17-II-1823; 30-VII-1823, etc). En todas las misivas Ruzo se dirigió a Paz como “muy querido y amable amigo” y señala su afecto indicándole que “…si algo vale Ruzo para el país de Catamarca cuente con él” o enviándole “saludos de toda mi casa que lo aman como a uno de ellos” o “sepa que en Catamarca no tiene mejor amigo que yo y que nadie me desimpresinará de lo mismo.”
También es numerosa la correspondencia entre Ruzo y el general Juan Facundo Quiroga, obrante en el archivo de este último.
Tras una corta enfermedad, Eusebio Gregorio Ruzo falleció en Catamarca el 22 de diciembre de 1827, en ejercicio de la gobernación, cuando contaba con 32 años de edad.
Su esposa, Cesárea Rosa Carrera, escribió el 24 de julio de 1828, con posterioridad al fallecimiento de Ruzo, una dramática carta al General Quiroga, en la que, después de presentarse como “la más infeliz de todas las mujeres” y relatar las desavenencias matrimoniales con Ruzo, a quien acusó de “haberla dejado sola en este mundo”, requirió su protección. En la carta Cesárea de la Carrera de Ruzo relató a Quiroga los episodios que derivaron en el asesinato de su hermano Santiago Carrera cuando se desempeñaba como gobernador de Santa Cruz de la Sierra, quien —a su juicio— “sufrió una conspiración del ambicioso porteño Warnes”. De acuerdo con su relato, “escalando su casa en la media noche lo tomaron y no pudo salvarse a pesar de haber hecho los mayores esfuerzos por defenderse. Mató solito...” agregó “...cinco hombres.”